# Kangerluk
Kangerluk (Kangerdluk prima della riforma ortografica del 1973) è un piccolo villaggio della Groenlandia che si trova sull'isola di Disko, nel comune di Qeqertalik. È posto all'interno del Diskofjord, il fiordo che sbocca nel punto d'incontro tra la Baia di Baffin e lo Stretto di Davis; sull'isola sono presenti solo altri due centri abitati: Qeqertarsuaq e Qullissat.